# 广岛工业短期大学
广岛工业短期大学（日语：／ Hiroshima Kōgyō Tankidaigaku *）是過去一所位于日本广岛县佐伯郡五日市町的私立短期大学。1965年停辦。

## 概要

### 简介
- 源流成立于1956年[1]。短期大学为于1961年开办[2]、由学校法人鹤学园[3]经营、招生到于1962年。停办于1965年。

### 历史
1961年，广岛工业短期大学成立并同时设置电子工学科。1962年 电气科成立。短期大学招生最后。1963年，升格为私立大学，下设工学部。1965年，停办。

## 学校环境
- 校区：在广岛县佐伯郡五日市町[注 2]

## 历任校长
- 鹤襄：短期大学校长

## 组织

### 学科
- 电子工学科
- 电气科

### 专科
| - 没有 |

### 业余课程
| - 没有 |

### 附属学校
| - 中学校 - 高等学校 |

### 附属机关
| - 图书馆 |

## 相关链接
- 日本短期大学列表
- 广岛工业大学